# James George (Diplomat)
James George (* 14. September 1918 in Toronto; † 7. Februar 2020 ebenda) war ein kanadischer Botschafter.

## Leben
James George war der Sohn von Helen George und Ruggles Kerr. Er heiratete am 7. November 1942 Caroline Parteir; sie bekamen drei Söhne und eine Tochter. Er erwarb auf dem Upper Canada College 1936 die Hochschulreife. 1938 studierte er an der Universität Grenoble. 1940 wurde er mit einem Rhodes-Stipendium Bachelor an der University of Toronto Trinity Coll. Von 1940 bis 1945 wurde er bei der Royal Canadian Naval Volunteer Reserve Lieutenant Commander und leitete ab 1943 die Royal Canadian Navy’s historical section.
1945 trat er in den auswärtigen Dienst und wurde bis 1948 in Athen beschäftigt. Von 1951 bis 1955 war er beim UN-Hauptquartier beschäftigt. Von 1957 bis 1960 war er Stellvertreter des ständigen Vertreters der kanadischen Regierung beim Nordatlantikrat sowie bei der UNCD in New York und Genf. Am 2. August 1960 wurde er zum Hochkommissar in Colombo ernannt, wo er bis zum 6. März 1964 beauftragt war. Von 1964 bis 1966 leitete er die Abteilung Europa im kanadischen Außenministerium. Von 1966 bis 1967 war er Gesandter in Paris.

## Sitz Neu-Delhi
Am 17. Juli 1967 wurde er zum Hochkommissar (Commonwealth) in Neu-Delhi ernannt, wo er vom 21. Oktober 1967 bis 20. August 1972 beauftragt war.
Am 23. Juli 1967 wurde er zum Hochkommissar (Commonwealth) in Kathmandu ernannt, wo er vom 17. Januar 1968 bis 20. August 1972 beauftragt war.

## Sitz Teheran
Am 23. Mai 1972 wurde er zum Botschafter in Teheran ernannt, wo er bis 21. September 1977 stationiert war.
Am 23. Mai 1972 wurde er zum Botschafter in Kuwait ernannt, wo er vom 9. Mai 1974 bis 21. September 1977 akkreditiert war.
Am 26. Februar 1974 wurde er zum Botschafter in Maskat (Oman) ernannt, wo er vom 10. November 1974 bis 21. September 1977 akkreditiert war.
Am 26. Februar 1974 wurde er zum Botschafter in Doha (Katar) ernannt, wo er vom 9. Mai 1974 bis 17. September 1977 akkreditiert war.
Am 26. Februar 1974 wurde er zum Botschafter in Abu Dhabi (Vereinigte Arabische Emirate) ernannt, wo er vom 26. Dezember 1974 bis 17. September 1977 akkreditiert war.
Am 26. Februar 1974 wurde er zum Botschafter in Manama (Bahrain) ernannt, wo er von 1977 bis zum 17. September 1977 akkreditiert war.

## Ruhestand
Am 21. September 1977 wurde er in den Ruhestand versetzt.
1977 gründete er in London den Threshold Found, dem er bis 1982 vorsaß und dessen Schatzmeister er bis 1984 war.
Von 1984 bis 1992 saß er dem Sadat Peace Found und der Harmonic Arts Society der Cathedral of Saint John the Divine vor.
1987 war er Gründungsmitglied des Rainforest Action Network in San Francisco.
Am 1. und 2. Juli 1987 saß er der International Conference on Tropical Forestry in Neu-Delhi vor.
1991 leitete er eine internationale Studienreise der Friends of the Earth nach Kuwait und an den Persischen Golf, um die Umweltschäden nach dem Zweiten Golfkrieg zu dokumentieren.
2003 war er Präsident der Initiative No Weapons in Space (NOWIS).
| Vorgänger                   | Amt                                                                           | Nachfolger                  |
| --------------------------- | ----------------------------------------------------------------------------- | --------------------------- |
| Reginald George Cavell      | kanadischer Hochkommissar in Colombo 2. August 1960 bis 6. März 1964          | George Kinnear Grande       |
| Douglas Barcham Hicks       | kanadischer Hochkommissar in Neu-Delhi 21. Oktober 1967 bis 20. August 1972   | Bruce MacGillivray Williams |
| Daniel Roland Michener      | kanadischer Hochkommissar in Kathmandu 17. Januar 1968 bis 20. August 1972    | Bruce MacGillivray Williams |
| Frederick Martyn Meech      | kanadischer Botschafter in Teheran 23. Mai 1972 bis 21. September 1977        | Kenneth Douglas Taylor      |
| Christopher Campbell Eberts | kanadischer Botschafter in Kuwait-Stadt 23. Mai 1972 bis 21. September 1977   | Kenneth Douglas Taylor      |
| Melvyn MacDonald            | kanadischer Botschafter in Maskat 10. November 1974 bis 21. September 1977    | Kenneth Douglas Taylor      |
| —                           | kanadischer Botschafter in Doha 9. Mai 1974 bis 17. September 1977            | Kenneth Douglas Taylor      |
| —                           | kanadischer Botschafter in Abu Dhabi 26. Dezember 1974 bis 17. September 1977 | Kenneth Douglas Taylor      |
| —                           | kanadischer Botschafter in Manama 1977 bis 17. September 1977                 | Kenneth Douglas Taylor      |